# Manuel Antonio Colmenares
Manuel Antonio Colmenares fue un abogado y político peruano. Durante su función como fiscal de la ciudad de Lima tuvo bastantes encuentros con autores y dramaturgos al impulsar la censura de varias obras.
Fue uno de los vecinos limeños que el 21 de julio de 1821 firmó el Acta de Independencia del Perú. Fue miembro del Congreso Constituyente de 1822 por el departamento de Huancavelica. Dicho congreso constituyente fue el que elaboró la primera constitución política del país.